# Cerylon distans
Cerylon distans är en skalbaggsart som beskrevs av Lawrence och Christian Friedrich Stephan 1975. Cerylon distans ingår i släktet Cerylon och familjen gångbaggar. Inga underarter finns listade i Catalogue of Life.